# День виборів (фільм)
«День виборів» (рос. «День выборов») — російський комедійний фільм за мотивами однойменного спектаклю. Фільм вийшов на екрани 2007 року. Ліцензійно видається на DVD компанією «Містерія звуку».

## Сюжет
Керівник однієї з найбільш рейтингових радіостанцій Росії отримує замовлення від поважного клієнта: необхідно «розкрутити» на регіональних виборах «свого» кандидата, відібрати голоси у конкурентів і тим самим вплинути на обрання нового губернатора. За для виконання замовлення співробітники радіостанції відправляються в повну пригод подорож…

## Актори
- Леонід Барац — Льоша
- Ростислав Хаїт — Слава
- Каміль Ларін — Каміль, електрик
- Олександр Демидов — Саша, адміністратор
- Нонна Гришаєва — Нонна
- Максим Віторган — Макс
- Василь Уткін — Ігор Володимирович Цаплін, кандидат в губернатори
- Михайло Єфремов — Батюшка
- Михайло Козирев — Михайло Натанович, програмний директор